# Nicola Payne
Nicola Anne „Nikki” Payne, po mężu Mills (ur. 26 lipca 1966 w Hongkongu), nowozelandzka wioślarka. Brązowa medalistka olimpijska z Seulu.
Zawody w 1988 były jej jedynymi igrzyskami olimpijskimi. Brązowy medal zdobyła w dwójce bez sternika. Partnerowała jej Lynley Hannen. Brała udział w kilku edycjach mistrzostwach świata, w różnych konkurencjach.